# ناپولئون (اوهایو)
ناپولئون(به انگلیسی: Napoleon) شهری در ایالت اوهایو کشور ایالات متحده آمریکا است که جمعیت آن در سرشماری سال ۲۰۱۰ میلادی، ۸٬۷۴۹ نفر بوده‌است.